# Фернандес, Нильда
Нильда Фернандес (фр. Nilda Fernández; 27 октября 1951, Барселона — 19 мая 2019, Монпелье) — французский певец испанского происхождения.

## Биография
Даниэль Фернандес родился 27 октября 1951 года в маленьком местечке близ Барселоны в семье андалузских протестантов. Когда мальчику исполняется 6 лет, родители Даниэля перебираются во Францию и обосновываются в городе Лион. Позднее Даниэль возвращается в родную Испанию и изучает в Барселоне филологию.
Первый диск Le bonheur comptant выходит в 1981 году, но остаётся незамеченным (сейчас он даже не включается и в официальную дискографию). Позднее Даниэль берёт себе псевдоним Нильда, переставив буквы в собственном имени. В 1987 году выходит сорокапятка Madrid, Madrid, ставшая визитной карточкой артиста и принёсшая ему не одну музыкальную награду.
В его творчестве пересекаются ритмы латино, бокачо, фламенко в тонком обрамлении лёгких аранжировок. Каждый концерт, будь то на Кубе, в Москве, Биробиджане, Марселе, Париже — это прежде всего общение со зрителями. С караваном повозок, запряжённых лошадьми, Нильда в сопровождении музыкантов устраивает турне из Барселоны до Парижа, останавливаясь в небольших городках по дороге и играя концерты прямо на улицах и площадях.
Нильда сотрудничал со многими артистами мирового уровня, такими, как Мерседес Соса, Джейн Биркин, Сэм Мангвана, Патрик Брюэль, Жорж Мустаки, Марина Росселл, Dorval и т. д.
В Москве Нильда организовывает серию концертов «Французские сезоны», на которые привозит таких звёзд, как Angun, Жорж Мустаки, Клод Нугаро, Matmatah, Сансеверино, Эдгар Равахатра, Ив Жаме, Александра Краверо, Pistons Flingueurs, Le P’tit Jezu и др.
В 1995 году Нильда выпускает роман Ça repart pour un soliloque, написанный от лица женщины, чем вызывает неиссякаемый поток вопросов журналистов относительно своей сексуальной ориентации. И позднее во время сотрудничества с российским эстрадным певцом Борисом Моисеевым артиста будут подавать как гея, хотя многие годы Нильда прожил со своей русской женой Ольгой Герасимовой.
В марте 2007 года вышла вторая книга Нильды Les Chants du monde, в основу которой был положен дневник, написанный артистом за годы, прожитые в России (с 2005 по 2007 годы). В 2017 году вышла третья книга, автобиография Contes de mes 1001 vives, представляющая собой пересказ разных эпизодов из жизни детства и молодости Нильды, когда он проживал во Франции и Испании.
Умер 19 мая 2019 год. Причина смерти — инфаркт миокарда.

## Дискография
- Le Bonheur comptant (1981)
- Madrid, Madrid (1987)
- Nilda Fernandez (1991)
- 500 Años (1992)
- Nilda Fernandez (1993)
- Compiègne, Live (1993)
- Los Días aquellos (1995)
- Innu Nikamu (1997)
- Niña Bonita (1998)
- Castelar 704 (1999)
- Mes hommages (1999)
- Best of (2000)
- Collection privée, coffret 3 CD (2000)
- Best of vol.2 (2007)
- Ti amo (2010)[8]
- Basta Ya (2013)